# Izquierda democrática latinoamericana
Izquierda Democrática se refiere a un grupo de líderes de Hispanoamérica que surgió a mediados del XX con la intención de combatir las dictaduras y apoyar las resistencias contra las mismas.

## Historia
Desde la década del 30 ya existía una especie de alianza de políticos democráticos de varios países del continente que pertenecían a la francmasonería, la llamada Legión del Caribe,  cuya idea surgió en los años de la lucha contra el nazifascismo y sus expresiones latinoamericanas. La 'Legión' estaba formada por Rómulo Betancourt de Venezuela, Jóvito Villalba de Venezuela, Víctor Raúl Haya de la Torre, de Perú, Manuel Seoane de Perú, Luis Beltrán Prieto Figueroa de Venezuela, Juan Boschde República Dominicana, José Figueres Ferrer de Costa Rica entre otros dirigentes políticos de varios países latinoamericanos.
La idea central de la 'Legión' era combatir las dictaduras y apoyar solidariamente a los que resistían y luchaban para derrocarlas.  Este tipo de alianza continuó por varias décadas y es básicamente este liderato el que hoy conocemos como la Izquierda Democrática. La Izquierda Democrática incluyó líderes como Luis Muñoz Marín en Puerto Rico.
El movimiento se caracterizó por dedicarse, durante la década de 1950, a criticar, atacar y buscar la desaparición de los regímenes dictatoriales que controlaban muchos de los países del Caribe, entre ellos Anastasio Somoza en Nicaragua, Marcos Pérez Jiménez en Venezuela y Rafael Leónidas Trujillo en República Dominicana,  y al establecimiento de sistemas democráticos donde se garantizara el desarrollo económico y la justicia social.
Según los estudios,[¿cuál?] el movimiento puede considerarse democrático porque abrazó los ideales de los mismos derechos y el mismo trato para todos los seres humanos, así como el que los gobiernos deberían ser representativos bajo un sistema de elecciones libres. Se considera un movimiento de izquierda porque buscaban alcanzar un cambio económico y social, incluyendo la  diversificación económica y la industrialización, una distribución más equitativa de la riqueza nacional, la liberación de la economía del control extranjero, una reforma agraria y las mejoras a la vivienda, educación y salud. Venezuela bajo el segundo gobierno de Rómulo Betancourt (1959-1964) cortó relaciones diplomáticas con la España franquista, la Cuba de Fidel Castro, República Dominicana, Argentina, Perú, Ecuador, Guatemala, Honduras y Haití.